# Affaire des disparues de l'Yonne
L'affaire des disparues de l'Yonne est une affaire criminelle française d'enlèvements et de meurtres d'au moins huit femmes, dont les faits se sont déroulés entre 1975 et les années 2000 autour d'Auxerre, dans l'Yonne. Les multiples dysfonctionnements de la justice et du système de protection de l'enfance en ont fait une des affaires les plus connues de France. La ministre de la Justice de l'époque, Marylise Lebranchu, déclare elle-même en 2002 que « l'affaire de l'Yonne, c'est effectivement une série d'erreurs, de dysfonctionnements ».
Malgré la disparition de plusieurs jeunes femmes à la fin des années 1970, logées dans des foyers de la DDASS, peu de personnes s'inquiètent, les familles sont peu présentes et n'ont pas les moyens de médiatiser l'affaire, et les foyers ne reportent pas les disparitions aux autorités, ayant conclu à une fugue malgré la nature peu autonome des victimes.
Après plus de vingt ans de non-résolution des premières disparitions, Pierre Monnoir et Jeannette Beaufumé sont à l'initiative de la médiatisation de l'affaire, dans l'émission Perdu de vue, sur TF1, qui permet de faire relancer l'enquête que la justice avait plusieurs fois prescrite. Le tueur en série Émile Louis est arrêté et emprisonné en l'an 2000, à la suite de révélations aux enquêteurs. Il est condamné à la perpétuité en 2004 pour sept meurtres de jeunes femmes. Chauffeur de bus et conseiller municipal de Seignelay, il avait pourtant été fortement suspecté par un gendarme, Christian Jambert, en 1984, faisant l'objet d'un rapport n'ayant pas été suivi d'effets. Émile Louis avait écopé d'une première condamnation en 1983 et d'une autre en 1989 dans le Var pour attentat à la pudeur sur mineur.
Plusieurs dizaines de disparitions inquiétantes restent à ce jour sans réponse autour d'Auxerre, de 1965 à 1990. D'autres affaires de proxénétisme, d'enlèvements et de meurtres dans le département ainsi que les déclarations d'Émile Louis sur d'éventuels réseaux laissent planer le doute sur la fin effective de l'affaire des disparues de l'Yonne.

## Liste des victimes et disparues
Meurtres reconnus par Émile Louis :
- Françoise Lemoine, 27 ans, disparue en mars 1975
- Christine Marlot, 15 ans, disparue le 23 janvier 1977
- Jacqueline Weis, 18 ans, disparue le 4 avril 1977
- Chantal Gras, 18 ans, disparue le 21 avril 1977
- Madeleine Dejust, 21 ans, disparue en juillet 1977
- Bernadette Lemoine, 19 ans, disparue en mars 1978
- Martine Renault, 16 ans, disparue en septembre 1979

Meurtres reconnus par Michel Fourniret :
- Isabelle Laville, disparue le 11 décembre 1987[2]
- Marie-Angèle Domece, disparue le 8 juillet 1988[3]
- Joanna Parrish, retrouvée morte le 17 mai 1990[3]

Meurtre reconnu par Ulrich Muenstermann :
- Sylvie Bâton, tuée le 5 mai 1989[4]

Autres disparitions dans l’Yonne non-élucidées :
- Lucette Evain, 21 ans, retrouvée morte le 9 février 1970[5]
- Marie-Jeanne Ambroisine Coussin, 40 ans, disparue en 1975[6]
- Jeanine Parent-Vain, disparue en 1976[7]
- Elizabeth Fontaine, retrouvée morte le 19 janvier 1979[5]
- Sylviane Durand-Lesage, 22 ans, retrouvée morte le 5 juillet 1981[8]
- Smilja Stojanovic, retrouvée morte le 25 mars 1984[9]
- Martine Menguy, disparue en 1986[7]
- Danièle Bernard, retrouvée morte le 6 juillet 1989[10]
- Une jeune femme inconnue non-identifiée, retrouvée morte le 5 octobre 1997[9]
- Un squelette non-identifié retrouvé à Joux-la-Ville, en 1998[11]

## Chronologie
Entre 1975 et 1979, plusieurs jeunes filles disparaissent dans la région d’Auxerre sans laisser de traces. Jeunes filles « de la DDASS », elles sont placées sous la responsabilité et la protection de l’État via les services de la Direction départementale des affaires sanitaires et sociales. Elles sont prises en charge par les services sociaux de l'époque car ce sont des orphelines ou des enfants retirées à leur famille à la naissance pour les protéger de parents alcooliques, violents. Certaines souffrent de léger handicap mental.
Elles disparaissent pourtant dans l’indifférence générale ou presque : personne ne se préoccupe de leur disparition, à part certaines personnes les ayant accueillies et parfois les membres éparpillés de leur famille quand elles en avaient une.
En 1984, le gendarme Jambert rend à la justice un rapport sur ses soupçons. Faute de preuve, il restera sans suite, mais le procureur demande tout de même à l'enquêteur de poursuivre son travail.
Dans les années 1980, d'autres jeunes femmes disparaissent ou sont assassinées dans des conditions mystérieuses dans les alentours d’Auxerre. La justice classe plusieurs dossiers sans trouver les coupables.
C’est au total près d’une vingtaine de jeunes femmes qui disparaissent « mystérieusement » sans laisser de trace dans le département de l’Yonne.
Ce n’est qu’en 1996 qu’une association dépose plusieurs plaintes pour enlèvement et séquestration — et non pas meurtre, puisqu’aucun corps n’a été retrouvé — soit près de vingt ans après les premiers faits connus. Mais la justice refuse d’ouvrir une procédure, à cause de la période de prescription, largement dépassée.
L'association de familles des victimes décide alors de médiatiser l'affaire et la diffusion en 1996 de l’émission de télévision Perdu de vue permet que l’une des pires affaires criminelles françaises soit enfin révélée au grand jour. Les téléspectateurs découvrent alors que depuis douze ans, un gendarme opiniâtre, Christian Jambert, soupçonne depuis longtemps un chauffeur de car de la région, Émile Louis.
En 1997, le gendarme Jambert, toujours sur la piste du tueur, est retrouvé mort. Il s’agit officiellement d’un suicide, même si le rapport d’autopsie révèle plusieurs incohérences, notamment le fait que deux balles, toutes deux décrites par les médecins légistes comme mortelles, aient été retrouvées à des endroits éloignés : l’une dans la tête, l’autre dans le cœur.
L’enquête se poursuit jusqu'en décembre 2000, quand les gendarmes se rendent au domicile d'Émile Louis, à Draguignan, où il avait emménagé. Après lui avoir assuré qu’en raison de la prescription, il pouvait parler des disparues de l’Yonne sans s’attirer d’ennuis, le tueur avoue : il a assassiné les sept jeunes filles dans les années 1970. Il guide même les enquêteurs jusqu’aux corps, dans la région d'Auxerre, mais seules deux victimes seront retrouvées. Le tueur est alors placé en garde à vue et lorsqu’il comprend qu’il devra finalement payer pour ses crimes, il se rétracte et clame son innocence, expliquant que la cause des disparitions est liée à un vaste réseau de proxénétisme qui minait le département à l'époque.
Émile Louis est condamné en 2004 à la réclusion criminelle à perpétuité. À la fin des années 1980, il avait une deuxième fois été condamné pour attentat à la pudeur sur mineurs.

## Affaires parallèles
Parallèlement aux disparitions imputées à Émile Louis, d’autres enlèvements de jeunes filles, notamment issues de la DDASS, ont eu lieu dans l’Yonne. L'affaire Dunand a éclaté en 1983, lorsque les époux Dunand ont été arrêtés à Appoigny, à moins de 10 km de là où vivait Émile Louis. Ils étaient les « hommes de main » d’un réseau de proxénétisme, de sadomasochisme et de torture, sur des jeunes filles qu’ils enlevaient dans le département. La plupart des rares témoins directs et identifiés des sévices ont trouvé la mort dans d’étranges circonstances. Sa libération en catimini, six mois après l’incarcération retentissante d’Émile Louis, est remarquée. Les similitudes et connivences entre les deux affaires intriguent les journalistes d'investigation et les associations d'aide aux victimes.
Le département a été le théâtre de nombreuses autres affaires de pédocriminalité,, et d'autres tueurs en série comme Michel Fourniret ont sévi dans l’Yonne dès les années 1980.

### Documentaires télévisés
- « Mystérieuses disparitions » le 19 novembre 2000 dans Faites entrer l'accusé présenté par Christophe Hondelatte sur France 2.
- « Émile Louis, les disparues de l'Yonne » en août 2005, juin 2007 et juin 2009 dans Faites entrer l'accusé présenté par Christophe Hondelatte sur France 2.
- « Disparues de l'Yonne : enquête sur la terrible face cachée d'Émile Louis « le 23 septembre 2009 dans 90' faits divers sur TMC.
- « Émile Louis : l'affaire des disparues de l'Yonne » dans Affaires criminelles le 27 décembre 2009 sur NT1, puis le 5 février 2011 sur Toute l'Histoire.
- « les disparues de l'Yonne » (premier reportage) le 26 octobre 2013 dans Chroniques criminelles sur NT1.
- « Émile Louis : le boucher de l'Yonne » deuxième reportage du « Spécial : ils ont fait trembler la France » le 27 avril 2015 dans Crimes sur NRJ 12.
- « Disparues de l'Yonne, la conspiration du silence », 2022-2024, série documentaire en trois saisons (de 8, 8 et 4 épisodes) sur France 3.

### Émission radiophonique
- « L'intégrale : Émile Louis et l'affaire des Disparues de l'Yonne » dans L'Heure du crime de Jacques Pradel sur RTL
- « Émile Louis : les disparues de l'Yonne » dans Affaires sensibles de Fabrice Drouelle sur France Inter [[ lire et écouter en ligne]]